# Бондари (Підляське воєводство)
Бондари (пол. Bondary) — село в Польщі, у гміні Міхалово Білостоцького повіту Підляського воєводства.
Населення — 299 осіб (2011).
У 1975-1998 роках село належало до Білостоцького воєводства.

## Демографія
Демографічна структура станом на 31 березня 2011 року:
|          | Загалом | Допрацездатний вік | Працездатний вік | Постпрацездатний вік |
| -------- | ------- | ------------------ | ---------------- | -------------------- |
| Чоловіки | 152     | 29                 | 102              | 21                   |
| Жінки    | 147     | 21                 | 72               | 54                   |
| Разом    | 299     | 50                 | 174              | 75                   |